# 황자
황자(皇子)는 천황 또는 황제의 아들을 뜻한다. 비슷해 보이지만 다른 말로는 왕자가 있으며 왕자는 왕의 아들을 뜻한다.
황제를 제외하고 가장 높은 남자다.

## 같이 보기
- 친왕
- 황녀